# 14th Anniversary Show
L'édition 2016 de Anniversary Show est une manifestation de catch (lutte professionnelle) en paiement à la séance, produite par la fédération américaine Ring of Honor (ROH), initialement diffusée en haute définition et en direct sur le câble et via satellite, aux États-Unis. Elle est également disponible en ligne, sur le site d'hébergement de vidéos Ustream. Le pay-per-view (PPV) se déroule le 26 février 2016 au Sam's Town Hotel and Gambling Hall (en) à Las Vegas, dans le Nevada. Ce spectacle est considéré comme un des pay-per-view majeurs de la ROH, qui célèbre l'anniversaire de la fédération. Pour cette 14e édition de Anniversary Show, Jay Lethal et Truth Martini sont présentés sur l'affiche promotionnelle.

## Production
| Autre personnel de la ROH présent | Autre personnel de la ROH présent |
| Rôle                              | Nom                               |
| --------------------------------- | --------------------------------- |
| Commentateurs                     |                                   |
| Kevin Kelly                       |                                   |
| Mr. Wrestling #3                  |                                   |
| Nigel McGuinness                  |                                   |
| Ian Riccaboni (en)                |                                   |
| Annonceur de ring                 | Bobby Cruise                      |
| Correspondants                    | Larry Mercer                      |
| Correspondants                    | Mandy Leon                        |

Durant le mois de novembre, la Ring of Honor a décidé que ce pay-per-view sera diffusé en direct et en haute définition sur le câble et le satellite, ainsi que sur le site de partages vidéo Ustream, le 26 février 2016,. Comme l'année précédente, le show se passera à Las Vegas dans le Nevada mais les spectateurs seront accueillis au Sam's Town Hotel and Gambling Hall (en). La durée prévue est d'environ trois heures, et le coût de l'événement est annoncé à 24,95 $ en paiement à la séance. Pour cela, la fédération déploie une liste de 63 fournisseurs, notamment DirecTV, Dish Network et Bell Canada Satellite, qui diffuseront cet évènement à travers les États-Unis et le Canada. 
Afin d'éviter toute concurrence, le spectacle se déroule cinq jours après le pay-per-view de la WWE, Fastlane 2016.

## Contexte
Les spectacles de la Ring of Honor en paiement à la séance sont constitués de matchs aux résultats prédéterminés par les scénaristes de la ROH. Ces rencontres sont justifiées par des storylines - une rivalité avec un catcheur, la plupart du temps - ou par des qualifications survenues au cours de shows précédant l'évènement. Tous les catcheurs possèdent un gimmick, c'est-à-dire qu'ils incarnent un personnage face (gentil) ou heel (méchant), qui évolue au fil des rencontres. Un pay-per-view comme Anniversary Show est donc un événement tournant pour les différentes storylines en cours.

### Tomohiro Ishii vs. Roderick Strong vs. Bobby Fish

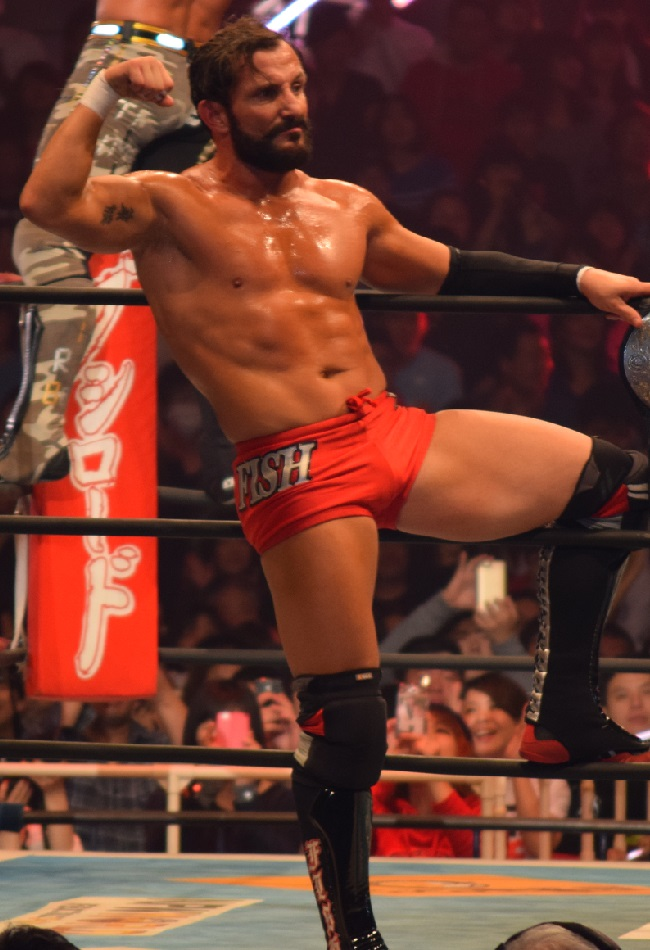
Bobby Fish veut en découdre avec Roderick Strong et prendre le titre des mains de Tomohiro Ishii.

Le 18 décembre, lors de Final Battle 2015, Roderick Strong conserve son titre de la télévision de la ROH en battant Bobby Fish, malgré une soumission non comptabilisée pour Bobby Fish qui lui aurait permis de remporter le match. Strong parvient ensuite à conserver son titre à plusieurs reprises contre des catcheurs du monde entier n'ayant pas de contrat avec la Ring of Honor (Masada, Stevie Richards, Samson Walker, etc.). Bobby Fish affirme qu'il défend son titre illégitime contre tout le monde sauf contre celui qui le mérite (c'est-à-dire lui-même). Un match revanche entre eux deux pour le titre est organisé pour les départager. Cependant, lors de Honor Rising 2016, Roderick Strong perd sa ceinture au profit de Tomohiro Ishii. Il est annoncé que ce dernier défendra sa ceinture contre Roderick Strong et Bobby Fish.

### Jay Lethal contre Adam Cole contre Kyle O'Reilly
Fin juillet 2015, Adam Cole et Kyle O'Reilly s'associent régulièrement dans des matchs et reforment ensemble Future Shock. Le 18 septembre, lors de All Star Extravaganza VII, Kyle O'Reilly perd contre Jay Lethal pour le titre de champion du monde de la ROH, après une trahison de son ancien partenaire Adam Cole. Durant les semaines suivantes, Adam Cole explique son geste en estimant que Kyle O'Reilly ne méritait pas d'avoir une opportunité pour le titre mondial tandis que lui n'en avait pas. Kyle O'Reilly entame alors une rivalité avec Adam Cole qui les conduit à un match le 18 décembre lors de Final Battle 2015 remporté par Cole. Lors du main-event de cette soirée, Jay Lethal conserve sa ceinture en battant A.J. Styles. La fédération annonce fin janvier un match entre les trois protagonistes pour le titre mondial de la ROH.

## Résultats
| #                                                                | Matchs | Stipulation                                                                    | Durée |
| ---------------------------------------------------------------- | --- | ------------------------------------------------------------------------------ | ----- |
| Dark                                                             | Silas Young bat Gedo, Cheeseburger et Will Ferrara (en)                                                            | Four Corners Survival match                                                    | 6:48  |
| 1                                                                | Tomohiro Ishii (c) bat Roderick Strong et Bobby Fish,                                                              | Three Way match pour le ROH World Television Championship                      | 8:40  |
| 2                                                                | B.J. Whitmer bat Adam Page                                                                                         | Match simple                                                                   | 9:20  |
| 3                                                                | Hirooki Goto bat Dalton Castle (avec The Boys)                                                                     | Match simple                                                                   | 9:49  |
| 4                                                                | Alex Shelley bat Christopher Daniels (avec Frankie Kazarian)                                                       | Match simple                                                                   | 9:41  |
| 5                                                                | Michael Elgin et Hiroshi Tanahashi battent The Briscoe Brothers (Jay Briscoe et Mark Briscoe)                      | Match par équipe                                                               | 14:50 |
| 6                                                                | Kazuchika Okada (avec Gedo) bat Moose (avec Stokely Hathaway)                                                      | Match simple                                                                   | 10:30 |
| 7                                                                | Bullet Club (Kenny Omega et The Young Bucks (Nick Jackson & Matt Jackson)) (c) battent Kushida, Matt Sydal et ACH, | Six Man Tag Team match pour les NEVER Openweight Six Man Tag Team Championship | 17:00 |
| 8                                                                | War Machine (Hanson et Raymond Rowe) (c) battent All Night Express (en) (Kenny King et Rhett Titus)                | No Disqualification Tag Team match pour les ROH World Tag Team Championship    | 11:20 |
| 9                                                                | Jay Lethal (c) (avec Truth Martini et Taeler Hendrix) bat Adam Cole et Kyle O'Reilly,                              | Three Way match pour le ROH World Championship                                 | 13:45 |
| (c) désigne le(s) champion(s) défendant son titre dans le match. | |                                                                                |       |